# Ugo Purcaro
Ugo Purcaro (ur. 10 czerwca 1914 w Neapolu, zm. 24 maja 1987 tamże) – włoski florecista, złoty medalista mistrzostw świata.
Podczas mistrzostw świata w Lozannie w 1935 roku (oficjalnie zawody tego cyklu rozgrywane są pod tą nazwą dopiero od 1937) Włosi w składzie: Giorgio Bocchino, Giulio Gaudini, Gustavo Marzi, Giuliano Nostini, Ugo Purcaro i Ciro Verratti zdobyli złoty medal we florecie drużynowym.
Nigdy nie wziął udziału w igrzyskach olimpijskich.